# Barbilophozia hatcheri
Barbilophozia hatcheri ist eine Lebermoos-Art aus der Familie Lophoziaceae und gehört zur Gruppe der beblätterten Lebermoose. Deutsche Namen sind Hatchers Zilienlebermoos und Hatchers Bart-Spitzmoos.

## Merkmale
Barbilophozia hatcheri bildet gelbgrüne bis dunkelgrüne oder gebräunte Rasen. Die niederliegenden bis aufsteigenden Pflanzen sind bis etwa 2 Millimeter breit. Ihre Unterseite ist dicht mit kurzen Rhizoiden bedeckt.
Die Flankenblätter sind am Stämmchen schräg angewachsen, etwa 1,2 Millimeter lang und 1,5 Millimeter breit, im oberen Drittel in meist vier, seltener drei oder bei hochalpinen Pflanzen mitunter auch in nur zwei Lappen geteilt. Die äußeren Lappen sind oft etwas kleiner als die inneren. Gewöhnlich sind die Lappen deutlich stachelspitzig. Am Blattgrund sind Zilien aus langgestreckten Zellen vorhanden. Die oft in den Rhizoiden versteckten Unterblätter sind zweilappig. Die abgerundeten Blattzellen messen etwa 18 bis 23 Mikrometer und haben schwach verdickte Ecken.
Die Art ist diözisch. Das Perianth ist gestreckt eiförmig und bis zur Mitte gefaltet, die Mündung ist kurz gezähnt. An den Sprossenden sind auf den Spitzen der Blattlappen rote, eckige Brutkörper vorhanden.

## Standortansprüche
Das Moos wächst auf kalkfreien Substraten in schattigen bis halbschattigen, alpin auch in sonnig-trockenen Lagen, in subalpinen Wäldern – hier oft auf freiliegenden Baumwurzeln –, in Zwergstrauchheiden, alpinen Rasen, Schutt- und Blockhalden und an Silikatfelsen.

## Verbreitung
Die Art ist vorwiegend eine Gebirgsart, im Tiefland ist sie selten oder fehlend. Im Alpenraum steigt sie bis in Höhen von zirka 3300 Metern. In den Zentralalpen ist sie verbreitet, in den Nord- und Südalpen zerstreut bis selten. In den höheren deutschen Mittelgebirgen kommt sie zerstreut vor.
Weltweite Vorkommen der boreal-montan verbreiteten Art gibt es in Europa (der Mittelmeerraum ausgenommen), in Sibirien, im Himalaya, in Japan, im nördlichen Nordamerika, im südlichen Südamerika, in der Arktis und in der Antarktis.